# Transkryptomika
Transkryptomika – dziedzina nauk biologicznych (głównie biologii molekularnej i genetyki), pokrewna proteomice, genomice i metabolomice. Zajmuje się określeniem miejsca i czasu aktywności genów poprzez badanie transkryptomu. Nazwa została utworzona poprzez analogię ze słowa "genomika" i podobnie wskazuje na całościowe ujęcie danego problemu. Transkryptomika teoretyczna stanowi jeden z fundamentów bioinformatyki.